# قسم بوالحسن الريفي (مقاطعة بانة)
قسم بوالحسن الريفي (بالفارسية: دهستان بوالحسن) هي منطقة سكنية تقع في إيران في ناحية نمشير. يقدر عدد سكانها بـ 4,937 نسمة .